# Lake Dispute
Der Lake Dispute ist ein See im Queenstown-Lakes District der Region Otago auf der Südinsel von Neuseeland.

## Geographie
Der See befindet sich knapp 6 km westlich von Queenstown in den südlichen Ausläufern der Richardson Mountains. Mit einer Nordnordost-Südsüdwest-Ausrichtung misst der See eine Länge von rund 1,6 km, eine Breit von rund 250 m und kommt bei einem Seeumfang von rund 3,6 km auf eine Seefläche von rund 28 Hektar. Der Lake Dispute besitzt außer ein paar kleinen Gebirgsbächen keinen nennenswerten Zuflüsse. Der rund 1,9 km lange südliche Abfluss des Sees, der in den Lake Wakatipu mündet, geht unter normalen Bedingungen auch nicht über ein Rinnsal hinaus.

## Wanderweg
Der Lake Dispute kann von dem von Süden, von der Uferstraße des Lake Wakatipu herführenden Lake Dispute Walkway erwandert werden.

## Scenic Reserve
Ein Streifen um den See herum, ein Teil der westlichen Seiten des 1086 m hohen Wedge Peak und des 941 m hohen Home Hill und ein Teil des Abflusses des Sees wurden im Jahr 2011 als Scenic Reserve, ähnlich einem  Landschaftsschutzgebiet, ausgewiesen.